# 西北地區冰雪飛行員
西北地區冰雪飛行員（英語：Ice Pilots NWT，美國和英國版只稱為Ice Pilots）是一個在歷史頻道播放的真人實境節目，實境拍攝位於西北地区黃刀鎮的水牛航空的營運情況。水牛航空以第二次世界大戰時代飛機和洛克希德L-188為機隊主力，執行在西北地區的客貨運包機工作。節目共有六季，在2009年至2014年間播出。

## 歷史

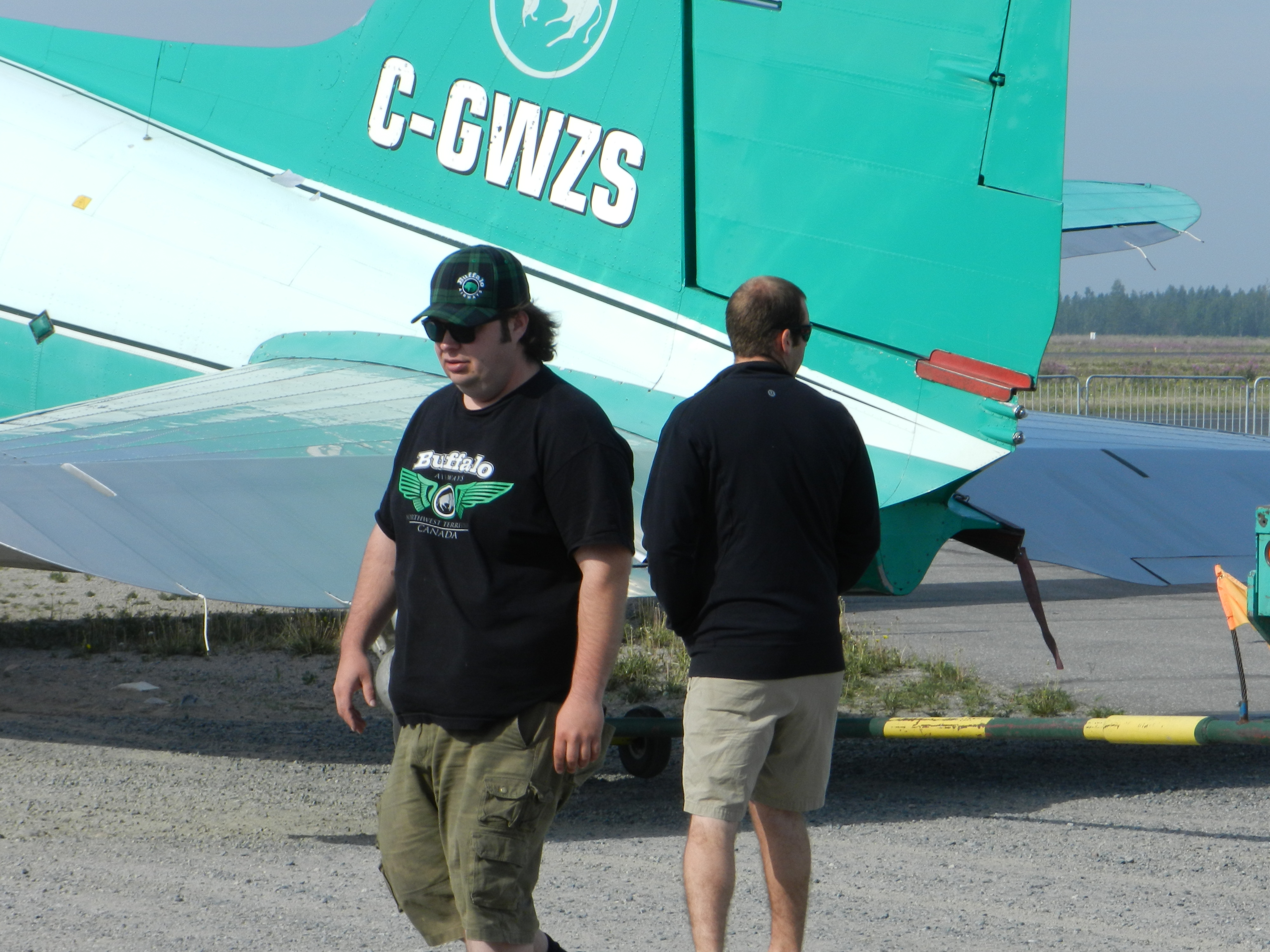
水牛航空總經理迈克·麥布赖恩

西北地區冰雪飛行員在2009年11月18日首播，第二季拍攝工作在2010年8月2日完成，並在2011年1月12日首播。第三季在2010年8月18日獲得綠燈，並在2011年10月12日播出。在美國，第一季於2011年4月22日在国家地理高清频道播出。
2012年2月2日，天氣頻道宣佈冰雪飛行員會在黃金時段播出，並於3月5日在該頻道首播第一季和第二季。
西北地區冰雪飛行員獲得2011年双子座奖的生活／實用信息或系列最佳原創音樂（Best Original Music for a Lifestyle/Practical Information or Series）和生活／實用信息節目或系列最佳攝影（Best Photography Lifestyle/Practical Information Program or Series）。
2012年7月27日，鐵娘子樂團主唱布鲁斯·迪金森乘坐水牛航空從埃德蒙顿飛到黃刀鎮。7月28日，持有飛行執照的迪金森駕駛道格拉斯DC-3飛到黃刀鎮，並花了一天拍攝，成為第四季一集的客席嘉賓.。
2013年9月24日，西北地區冰雪飛行員在Facebook發佈第五季預告，宣佈首播會在2013年10月23日上映。
2014年1月15日，官方宣佈會拍攝第六季並且是最後一季。第六季首播在2014年10月29日首播，最後一集則在2014年12月17日播出。最後一集包含2014年6月诺曼底登陆紀念日的跳傘片段。

## 集數
第一至五季各有13集，而第六季則只有8集，因為比前幾季較晚才決定拍攝，因此只好減少集數。
| 季 | 集數 | 首播頻道 | 播映日期                       |
| -- | ---- | -------- | ------------------------------ |
| 1  | 13   | 歷史頻道 | 2009年1月18日至2010年2月13日   |
| 2  | 13   | 歷史頻道 | 2011年1月12日至2011年4月6日    |
| 3  | 13   | 歷史頻道 | 2011年10月12日至2012年1月19日  |
| 4  | 13   | 歷史頻道 | 2012年7月7日至2013年2月6日     |
| 5  | 13   | 歷史頻道 | 2013年10月23日至2014年1月29日  |
| 6  | 8    | 歷史頻道 | 2014年10月29日至2014年12月17日 |